# Pavel Mareš
Pavel Mareš (Otrokovice, 1976. január 18.) cseh válogatott labdarúgó.
Pályafutását a Baník Ratíškovice együttesénél kezdte (1996–1997). Ezután megfordult az FC Svit Zlín (1997–1999), a Bohemians (1999–2001) a Sparta Praha csapataiban.
2003-tól egészen 2006-is a Zenyit Szankt-Petyerburg játékosa volt. Három szezon alatt 92 mérkőzésen lépett pályára és 10 gólt szerzett. Ezután visszatért a Sparta Prahahoz. Utolsó két csapata 2009-ben a Vysočina Jihlava és a Viktoria Žižkov volt.
A válogatottban 2002 és 2006 között szerepelt, összesen 10 alkalommal és nem szerzett gólt. Tagja volt a 2004-es labdarúgó-Európa-bajnokságon és a 2006-os labdarúgó-világbajnokságon részvevő cseh válogatott keretének.

## Külső hivatkozások
- Profil a Cseh Labdarúgó-szövetség honlapján (csehül)